# Lista de alcaides de Lisboa
Este anexo é composto por uma lista de Alcaides-Mores de Lisboa:

## o
| # | Name (Nascimento–Morte)                                       | Retrato | Início de mandato | Fim de mandato | Apontamentos |
| - | ------------------------------------------------------------- | ------- | ----------------- | -------------- | ------------ |
| 1 | Pedro Viegas (c. 1???–1???)                                   |         | c. 1130           |                |              |
| 2 | Afonso Anes Nogueira                                          |         |                   |                |              |
| 3 | Álvaro Nogueira                                               |         |                   |                |              |
| 4 | Estêvão Soares de Albergaria, o Velho                         |         | c. 1260           |                |              |
| 5 | João Afonso Telo de Menezes,6.º Conde de Barcelos (1???–1381) |         | c. 1330           |                |              |
| 6 | João Esteves de Azambuja                                      |         | c. 1340           |                |              |
| 7 | Rui Nogueira                                                  |         | c. 1400           |                |              |
| 8 | Álvaro Vaz de Almada, 1.º Conde de Avranches                  |         | 1440              |                |              |

- João Figueira * c. 1450
- D. Pedro de Castro, 3.º Conde de Monsanto * c. 1460
- D. Antão de Almada * c. 1465
- D. Fernando de Almada * c. 1490
- D. Luís de Castro, Senhor de Monsanto e de Cascais * c. 1500
- D. Antão Soares de Almada * c. 1515
- Martim Afonso Valente
- D. António de Castro, 4.º Conde de Monsanto * c. 1530
- D. Lourenço Soares de Almada * c. 1545
- Nuno da Cunha e Ataíde, 1.º Conde de Pontével * c. 1610
- João da Silva Telo de Meneses, 3.º Conde de Aveiras * 1648
- Rui Gomes da Grã